# Schwansmoor und Kranichmoor
Das Schwansmoor und das Kranichmoor sind ein Naturschutzgebiet in den schleswig-holsteinischen Gemeinden Süderlügum und Westre im Kreis Nordfriesland. Es wird von den Schleswig-Holsteinischen Landesforsten betreut.
Das Naturschutzgebiet besteht aus den beiden in einer Binnendünenlandschaft liegenden Teilflächen „Schwansmoor“ und „Kranichmoor“. Das Schwansmoor liegt in den Gemeinden Süderlügum und Westre nordwestlich von Westre und östlich von Süderlügum. Es ist knapp 80 Hektar groß. Das Kranichmoor liegt in der Gemeinde Süderlügum westlich von Westre. Es ist knapp 4 Hektar groß. Beide Teilflächen liegen innerhalb des 809 Hektar großen FFH-Gebietes „Süderlügumer Binnendünen“.
Das Schutzgebiet wird von weitgehend offenen Hochmoorbereichen geprägt. Sie sind u. a. Lebensraum von Moorfrosch und Großer Moosjungfer. Es entwässert über Gräben zum Wiedau-Zufluss Süderau (Sønderå). Beide Teilflächen, die von den Schleswig-Holsteinischen Landesforsten betreut werden, sind vollständig von Wald umgeben.